# سوارفيجا

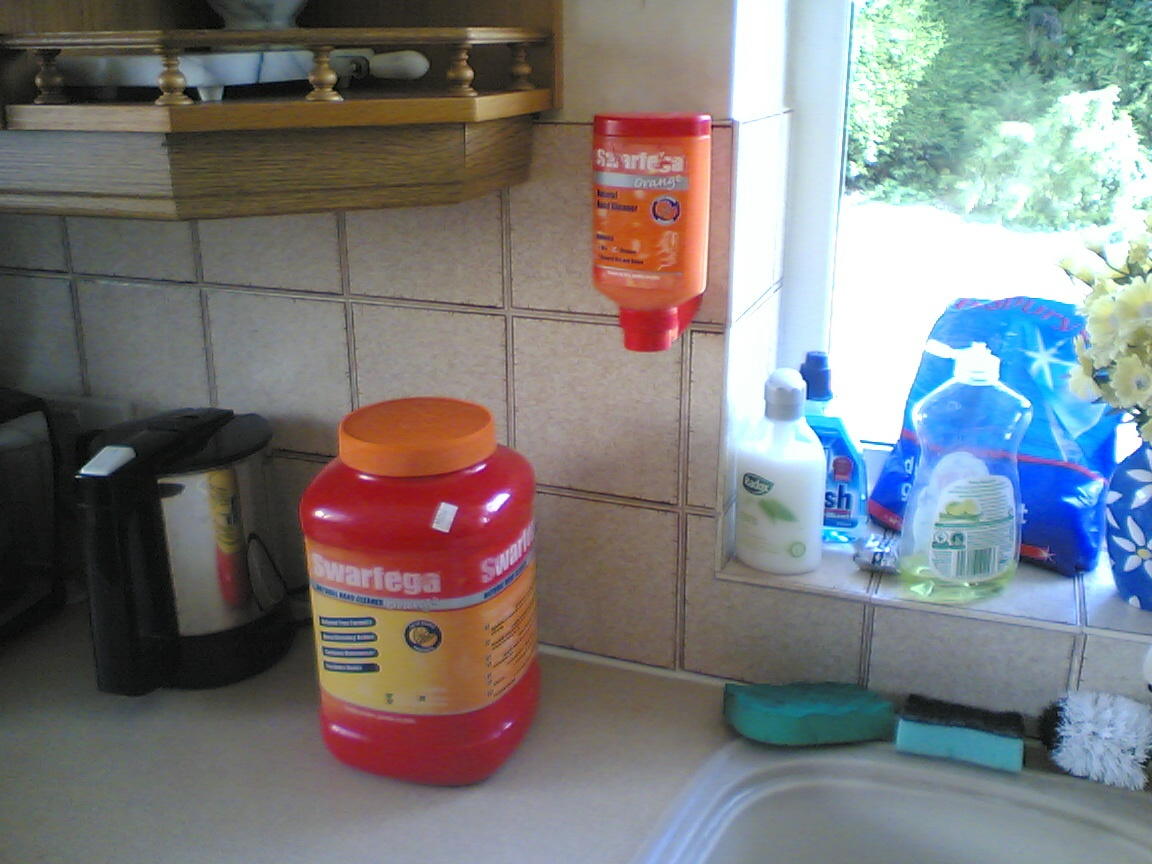
سوارفيجا - منظف أيدي شديد القوة

سوارفيحا (بالإنجليزية: Swarfega)‏ هي علامة تجارية للمنظفات الأيادي التي تزيل أقوى المواد، تصنعها شركة ديب البريطانية المحدودة، ومقرها في دنبي ديربيشاير. يتم استخدام هذه المنظفات من قبل العاملين في أعمال الهندسة والبناء وغيرها من الحرف اليدوية، مثل الطباعة.
وهو عبارة عن مادة هلامية لونها أخضر داكن أو برتقالي، وهي متغيرة اللزوجة (أي تتغير للوضع السائل في حال رج المادة)، وتستخدم لإزالة الأوساخ القوية عن الجلد، وقد تكون هذه الأوساخ عبارة عن الشحوم أو الزيوت أو حبر الطابعة أو أي الأوساخ مقاومة للماء. يستخدم هذا المنتج عن طريق وضع كمية صغيرة على الجلد الجاف، ثم مسحها أو شطفها. كما هو الحال مع المنظفات الأخرى. يعتبر هذا المنظف أكثر فعالية في إزالة الأوساخ القوية من الصابون العادي أو منتجات التنظيف الشائعة الأخرى. بسبب ذلك، أعتمد سوارفيجا في العديد من بيئات العمل التي تتعامل بها مع المواد صعبة الإزالة، ويتواجد فيها هذا النوع من الأوساخ، مثل المرائب ومتاجر الآلات.

## تاريخ
قام أودلي باودلر ويليامسون (28 شباط 1916 - 21 تشرين الثاني 2004) وهو كيميائي صناعي بريطاني من هينور، ديربيشاير في عام 1947 باختراع سوارفيجا. ثم قام في عام 1941 بتأسيس شركة لبيع المنظفات، ديب سيلكوير المحدودة، ومقرها في بيلبر، لإنتاج تركيبة تعتمد على الحرير. الاسم مشتق من كلمة ديبوتانت التي تصف الفتاة الغنية التي تريد أن تثبت نفسها في المجتمعات المخملية، فاشتق اسم الشركة منها للدلالة على حداثة الشركة ومنتجاتها.
مع الحرب العالمية الثانية أصبح الحرير يستخدم في صناعة الباراشوت، وأدخل الامريكان النايلون إلى بريطانيا، مما هدد صناعة سوارفيجا المعتمدة على الحرير. ومع ذلك، لاحظ ويليامسون أن إدخال النايلون في صناعة المنظفات مفيد لتنظيف أيدي الميكانيكيين. قد تكون هذه خرافة وطريقة تسويقية لجذب الاهتمام، بشكل عام فقد تمت إعادة صياغة تركيبة المنتج وتسويقه على أنه سوارفيجا، ليصبح المنتج الأساسي للشركة، وغيير اسم الشركة إلى ديب الكيميائية المحدودة.
قبل إنتاج سوارفيجا، استخدم الميكانيكيون مجموعة متنوعة من المنظفات المنزلية القاسية مثل البارافين (الكيروسين) والرمل والبنزين. لكنها تزيل الزيوت الطبيعية من الجلد، مما يؤدي إلى جفافه وتشققه وتزيد من خطر الإصابة بالتهاب الجلد المهني. وهذا مختلف تماماً مع سوارفيجا، حيث سبب فاعليته لمكوناته الكارهة للماء (أي لا تندمج مكوناته مع جزيئات الماء)، ويتكون ايضاً من متوسطة السلسلة (C9-C16)، الألكانات وألكان حلقي. ودمجها مع مستحلب (Trideceth-5 في التركيبات الحالية). مما يجعل سوارفيجا أكثر كفاءة في إذابة الزيت والشحوم من المنظف، وبدون ان تسبب مشاكل بالجلد أو ان تزيل زيوت البشرة الطبيعية. 
في المملكة المتحدة، يطلق اسم سورافيجا على جميع المنظفات المشابهة، خاصةً إذا كان لونها اخضر هلامي. ووفقًا لموقع الشركة على الإنترنت، فإن الاسم مشتق من "swarf"، وهي كلمة كانت تستعمل في الاوساط الهندسية في مقاطعة ديربيشاير وكانت تعني الزيوت والشحوم قديماً، و "ega"، مثل «حريص على التنظيف». أما الآن فمصطلح «رايش» يعني النشارة المعدنية والرقائق الناتجة عن عمليات تصنيع المعادن. ادعت شركة ديب أن الكلمة تعني الزيت أو الشحوم. أي اأها مادة عبارة عن خليط رطب أو زيتي من الحبيبات المتآكلة من العجلة وبرادة من قطعة الشغل.
قامت شركة ديب بتوسيع نطاق منتجاتها وقدمت مجموعة أخرى من المنظفات أو بيعها لنفس المحلات الميكانيكية، فتم تحديد السوق الأصلي للمنتج الجديد (الذي أصبح مألوفًا بعد ان اعجبهم المنتج). أمثلة على المنتجات الأخرى التي قدمتها الشركة مثل جيزر، وهو مزيل شحوم والدهون وقابل للشطف بالماء يستخدم لغسل القطع الميكانيكية لللآلات بدلاً من أن يستعملها الميكانيكين انفسهم.
وفي 3 آذار 2010 تم بيع الشركة المصنعة سورافيجا لشركة استثمارية مقابل 325 مليون جنيه إسترليني.
في عام 2015، استحوذت إس سي جونسون وابنه على الشركة.

## المنتجات المنافسة
فقدت سورافيجا الوجود المهيمن الذي كانت عليه. فالآن هنالك العديد من المنتجات المنافسة، مثل روزاليكس خمسين وروزاليكس جاونتليت. حتى أن شركة ديب غيرت من طريقة تقديم واستعمالات منتجيها سورافيجا وتوفافيجا لتصبح للاستخدامات الصناعية. وشمل اللون التغيير فأصبح برتقالي للدلالة على أنها صنعت من مكونات طبيعية وزيت الحمضيات. ويشبه لحد قريب منتجاً كان شائعاً في المملكة المتحدة في الخمسينيات كان يسمى "Dirty Paws".

## روابط خارجية
- موقع الشركة